# Castelo de Wasselonne

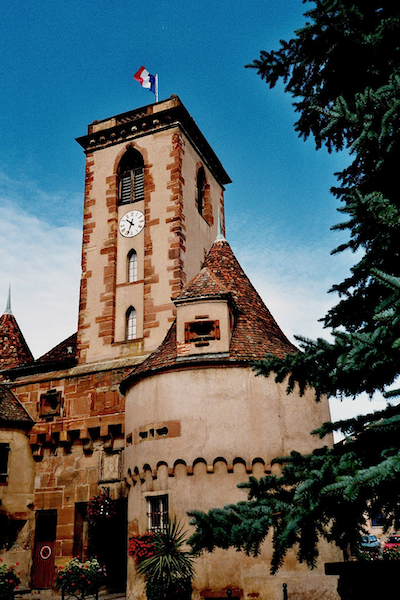
Castelo de Wasselonne

Château de Wasselonne é um castelo localizado na comuna de Wasselonne, no departamento de Bas-Rhin, Alsácia, na França. Do castelo medieval original apenas o portão de entrada e a grande torre de artilharia, e algumas paredes também permanecem. É um monumento histórico listado desde 1932.